# Ратри
Ратри — ведическая богиня ночи в индуизме. Она — олицетворение самой ночи, поэтому её не стоит путать с Чандрой, богом луны. Большинство упоминаний о Ратри можно найти в Ригведе, где она описана как сестра Ушас, олицетворения рассвета. Вместе с Ушас её называют могущественной матерью и укрепителем жизненной силы. Она также представляет движение ночного неба. Её внешний вид подробно не описан, но она упоминается как красивая девушка.
Ей посвящены один гимн в Ригведе и ещё пять в Атхарваведе. В более поздних текстах индуизма она занимает куда менее важное место. В Ригведе она связана с Ушас, Индрой, Ритой, Сатьей, тогда как в Атхарваведе она связывается только с Сурьей . Брахманы и сутры снова упоминают Ратри.